# Іремкаси
Іремка́си (рос. Иремкасы, чув. Эрĕмкасси) — присілок у складі Цівільського району Чувашії, Росія. Входить до складу Першостепановського сільського поселення.
Населення — 43 особи (2010; 45 у 2002).
Національний склад:
- чуваші — 100 %